# May Emory
May Emory (11 de noviembre de 1880-15 de octubre de 1948) fue una actriz cinematográfica estadounidense, activa en la época del cine mudo. 
Nacida  en Austin, Illinois, su nombre completo era Lizzie May Emory. Actuó en 28 filmes entre 1915 y 1919.
Estuvo casada con el actor Harry Gribbon, hermano de otro actor, Eddie Gribbon.